# Precettore

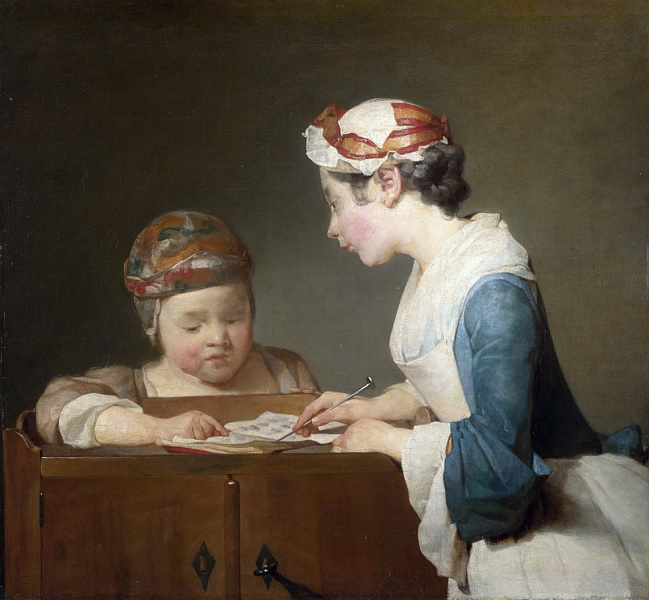
La giovane istitutrice (fine XVIII secolo) di Jean-Baptiste-Siméon Chardin

L'aio o precettore o istitutore (in latino: magister o praefectus) era la persona addetta all'istruzione e all'ammaestramento dei figli di famiglie ricche e/o nobili. Istituzione oggi quasi scomparsa, quella del precettore era una figura tipica soprattutto dei tempi in cui, mancando un sistema educativo diffuso, l'istruzione dei singoli veniva attuata in privato, all'interno della famiglia.

## Storia

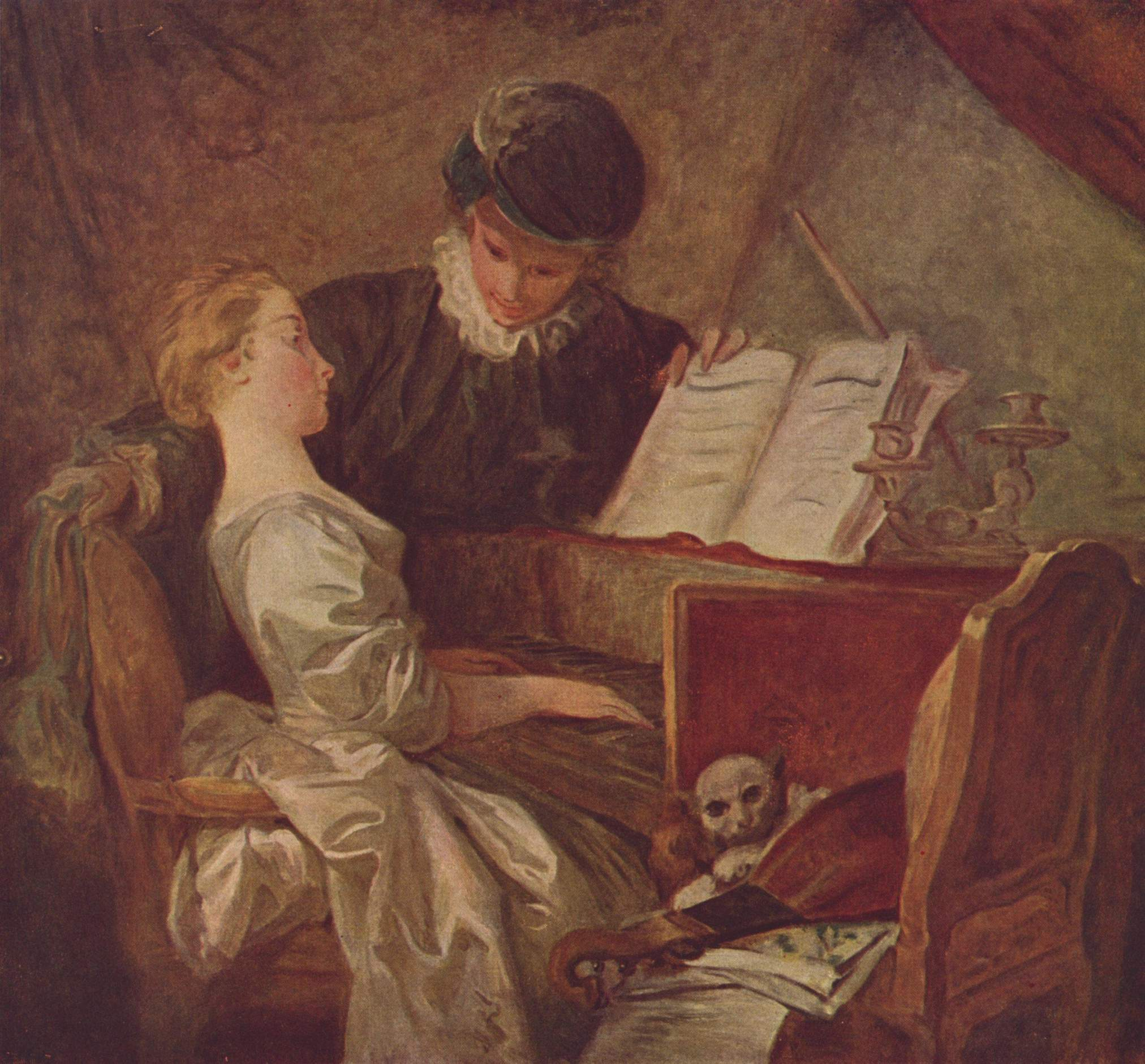
La lezione di musica (1769) di Jean-Honoré Fragonard

Nell'antichità non era raro che il ruolo di precettore fosse svolto da schiavi. Nell'antica Roma si ricorreva spesso a schiavi greci o di estrazione orientale e, quindi, esperti di lingua greca.
Se nell'antichità il ruolo dei precettori fu assai importante e considerato, in epoche più recenti, con la progressiva diffusione di scuole e istituti di istruzione sia pubblici che privati, il ricorso a precettori divenne più che altro una sorta di status symbol, e non di rado la letteratura e il melodramma prendono di mira precettori ignoranti e tesi più a procurarsi il favore del padrone che ad insegnare (Il saggio del Marchesino Eufemio, del Belli), oppure nel ruolo di intermediari di messaggi d'amore da spasimanti delle fanciulle affidate alle loro cure (Don Basilio, maestro di musica nel Barbiere di Siviglia di Rossini).
Nel Medioevo, nel corso dei secoli XII e XIII, aveva questo titolo il responsabile di una comanderia dei Templari o dell'ordine dei Cavalieri Ospedalieri di San Giovanni, comanderia detta anche préceptorie o casa. Il termine di comandanta apparì dopo la riforma della regola degli Ospedalieri ed è quello usato attualmente. Il titolo era anche usato per indicare il responsabile di una provincia templare, di una « langue hospitalière » o di un baliaggio. Ad esempio Geoffrey de Charnay era il precettore della Normandia.

## Precettori celebri

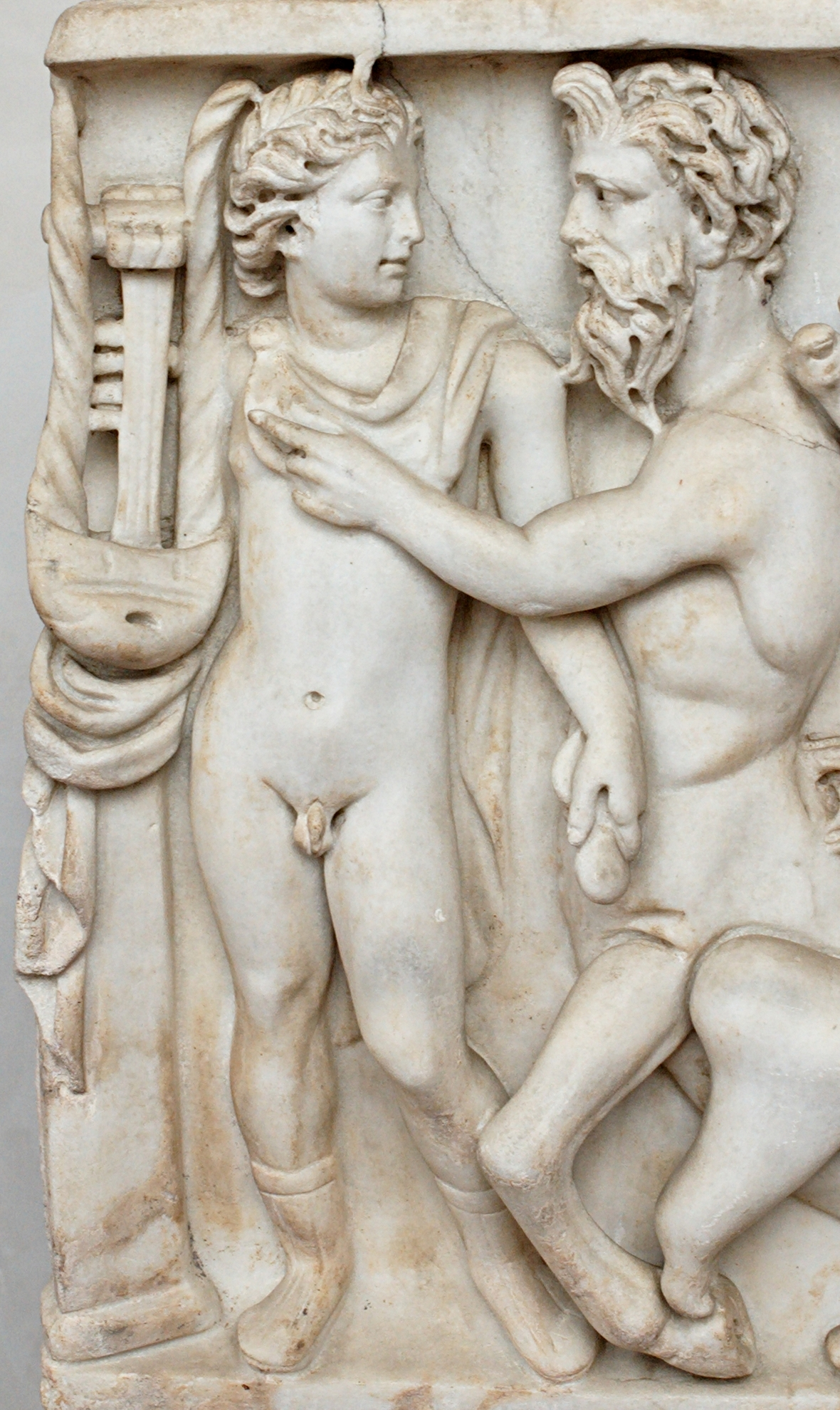
Chirone insegna musica ad Achille

### Personaggi mitologici
- Il centauro Chirone, precettore di Achille, Giasone, Eracle e molti altri eroi.
- Mentore, precettore di Telemaco.

### Figure storiche
- Aristotele (384–322 a.C.), precettore di Alessandro Magno.
- Seneca (4 a.C. circa -65 d.C.), precettore di Nerone.
- Frontone (100-166), precettore di Marco Aurelio e Lucio Vero
- Eginardo (775 circa-840), precettore di  Lotario I.
- Agnolo Poliziano (1454-1494), precettore della famiglia Medici.
- John Florio (1552-1625), precettore di Henry Wriothesley, Conte di Southampton e dei principi ereditari inglesi di Giacomo I Stuart.
- Guillaume d'Ercuis, precettore di Filippo il Bello.
- Frédéric-César De la Harpe, precettore dello zar Alessandro I di Russia.
- Giuseppe Parini (1729– 1799), precettore di Carlo Imbonati.
- Goethe, precettore del duca Carlo Augusto.
- Giuseppe Capocasale (1754-1828), precettore di Ferdinando II di Borbone.
- Domenico Simeone Oliva  (1783-1842), precettore dei figli di Gioacchino Murat.

## Opere sui precettori
- L'aio nell'imbarazzo o Don Gregorio (1824), opera buffa di Gaetano Donizetti (libretto di Jacopo Ferretti)
- L'ajo nell'imbarazzo (1807), commedia in tre atti di Giovanni Giraud
- Der Hofmeister, oder Vorteile der Privaterziehung (1774), dramma di Jakob Michael Reinhold Lenz
- Il giocatore (1866), romanzo di Fëdor Dostoevskij